# Anthrenus fucosus
Anthrenus fucosus är en skalbaggsart som beskrevs av William James Beal 1998. Anthrenus fucosus ingår i släktet Anthrenus och familjen ängrar. Inga underarter finns listade i Catalogue of Life.